# باسكو
باسكو (بالإنجليزية: Pasco)‏ هي إحدى مدن ولاية واشنطن في الولايات المتحدة الأمريكية.

## التركيبة السكانية
قام مكتب تعداد الولايات المتحدة بتحديد بيانات التركيبة السكانية لباسكوفي تعداد الولايات المتحدة. في ما يلي، التركيبة السكانية حسب تعدادي 2000 و2010.

### تعداد عام 2000
بلغ عدد سكان باسكو 32,066 نسمة بحسب تعداد عام 2000، وبلغ عدد الأسر 9,619 أسرة وعدد العائلات 7,262 عائلة مقيمة في المدينة. في حين سجلت الكثافة السكانية 1,141.9 نسمة لكل ميل مربع (440.9/كم2). وبلغ عدد الوحدات السكنية 10,341 وحدة بمتوسط كثافة قدره 368.2 نسمة لكل ميل مربع (142.2/كم2).
وتوزع التركيب العرقي للمدينة بنسبة 52.76% من البيض و 0.77% من الأمريكيين الأصليين و 1.77% من الأمريكيين ذوي الأصول الآسيوية و 0.14% من سكان جزر المحيط الهادئ و 3.22% من الأمريكيين الأفارقة و 3.9% من عرقين مختلطين أو أكثر.
بلغ عدد الأسر 9,619 أسرة كانت نسبة 45.6% منها لديها أطفال تحت سن الثامنة عشر تعيش معهم، وبلغت نسبة الأزواج القاطنين مع بعضهم البعض 54.7% من أصل المجموع الكلي للأسر، ونسبة 14.3% من الأسر كان لديها معيلات من الإناث دون وجود شريك، وكانت نسبة 24.5% من غير العائلات. تألفت نسبة 20.1% من أصل جميع الأسر من أفراد ونسبة 8.5% كانوا يعيش معهم شخص وحيد يبلغ من العمر 65 عاماً فما فوق. وبلغ متوسط حجم الأسرة المعيشية 3.79، أما متوسط حجم العائلات فبلغ 3.30.
بلغ العمر الوسطي للسكان 27 عاماً. وكانت نسبة 11.8% بين الثامنة عشرة والأربعة وعشرين عاماً، ونسبة 28.5% كانت واقعةً في الفئة العمرية ما بين الخامسة والعشرين والأربعة وأربعين عاماً، ونسبة 15.5% كانت ما بين الخامسة والأربعين والرابعة والستين، ونسبة 8.7% كانت ضمن فئة الخامسة والستين عاماً فما فوق. يوجد لكل 100 أنثى 106.7 ذكر، ويوجد لكل 100 أنثى في الثامنة عشر من عمرها فما فوق 104.2 ذكر.
بلغ متوسط دخل الأسرة في المدينة 34,540 دولار، أما متوسط دخل العائلة فبلغ 37,342 دولار. وكان متوسط دخل الذكور 29,016 دولار مقابل 22,186 دولار للإناث. وسجل دخل الفرد الخاص بالمدينة 13,404 دولار. وكانت نسبة 19.5% من العائلات ونسبة 23.3% من السكان تحت خط الفقر، وكان من هؤلاء نسبة 31.4% تحت سن الثامنة عشر ونسبة 9.6% في الخامسة والستين من العمر وما فوق.

### تعداد عام 2010
بلغ عدد سكان باسكو 59,781 نسمة بحسب تعداد عام 2010، وبلغ عدد الأسر 17,983 أسرة وعدد العائلات 13,863 عائلة مقيمة في المدينة. في حين سجلت الكثافة السكانية 1,960.0 نسمة لكل ميل مربع (756.8/كم2). وبلغ عدد الوحدات السكنية 18,782 وحدة بمتوسط كثافة قدره 615.8 لكل ميل مربع (237.8/كم2).
وتوزع التركيب العرقي للمدينة بنسبة 55.8% من البيض و 0.5% من الأمريكيين الأصليين و 1.9% من الأمريكيين ذوي الأصول الآسيوية و 0.1% من سكان جزر المحيط الهادئ و 1.9% من الأمريكيين الأفارقة و 3.3% من عرقين مختلطين أو أكثر.
بلغ عدد الأسر 17,983 أسرة كانت نسبة 51.3% منها لديها أطفال تحت سن الثامنة عشر تعيش معهم، وبلغت نسبة الأزواج القاطنين مع بعضهم البعض 55.1% من أصل المجموع الكلي للأسر، ونسبة 14.9% من الأسر كان لديها معيلات من الإناث دون وجود شريك، بينما كانت نسبة 7.1% من الأسر لديها معيلون من الذكور دون وجود شريكة وكانت نسبة 22.9% من غير العائلات. تألفت نسبة 17.0% من أصل جميع الأسر من أفراد ونسبة 5.3% كانوا يعيش معهم شخص وحيد يبلغ من العمر 65 عاماً فما فوق. وبلغ متوسط حجم الأسرة المعيشية 3.73، أما متوسط حجم العائلات فبلغ 3.30.
بلغ العمر الوسطي للسكان 27.3 عاماً. وكانت نسبة 35.5% من القاطنين تحت سن الثامنة عشر، وكانت نسبة 10.6% بين الثامنة عشرة والأربعة وعشرين عاماً، ونسبة 29.9% كانت واقعةً في الفئة العمرية ما بين الخامسة والعشرين والأربعة وأربعين عاماً، ونسبة 17.2% كانت ما بين الخامسة والأربعين والرابعة والستين، ونسبة 6.7% كانت ضمن فئة الخامسة والستين عاماً فما فوق. وتوزع التركيب الجنسي للسكان بنسبة 50.7% ذكور و49.3% إناث.